# Horodło (Hrubieszów)
Pour les articles homonymes, voir Horodło.
Horodło (prononciation : [xɔˈrɔdwɔ]) est un village polonais de la gmina de Horodło dans le powiat de Hrubieszów de la voïvodie de Lublin dans l'est de la Pologne, à la frontière avec l'Ukraine.
Le village est le siège administratif (chef-lieu) de la gmina appelée gmina de Horodło .
Il se situe à environ 13 kilomètres au nord-est de Hrubieszów (siège du powiat) et 111 kilomètres à l'est de Lublin (capitale de la voïvodie).
Le village comptait approximativement une population de 1 119 habitants en 2008.

## Histoire
L'Union de Horodło a été signée entre la Pologne et la Lituanie dans ce village en 1413.
De 1975 à 1998, le village est attaché administrativement à la voïvodie de Zamość.

Depuis 1999, il fait partie de la voïvodie de Lublin.